# Alexandra Byrne
Alexandra Byrne (1962) es una diseñadora de vestuario.
El 28 de febrero de 2008, recibe un Óscar por diseño de vestuario en Elizabeth: La edad de oro.
Había estado nominada para los Premios Tony en 1990 por "Mejor Diseño Escénico" para Some Americans Abroad.
Está casada con el actor Simon Shepherd con quien tiene cuatro hijos.

## Premios y distinciones
Óscar
| Año  | Categoría                 | Película                  | Resultado |
| ---- | ------------------------- | ------------------------- | --------- |
| 1997 | Mejor diseño de vestuario | Hamlet                    | Nominada  |
| 1999 | Mejor diseño de vestuario | Elizabeth                 | Nominada  |
| 2005 | Mejor diseño de vestuario | Descubriendo nunca jamás  | Nominada  |
| 2008 | Mejor diseño de vestuario | Elizabeth: La edad de oro | Ganadora  |
| 2019 | Mejor diseño de vestuario | Mary Queen of Scots       | Nominada  |

Premios BAFTA
| Año  | Categoría                 | Película  | Resultado |
| ---- | ------------------------- | --------- | --------- |
| 2019 | Mary Queen of Scots       | Pendiente |           |
| 2008 | Elizabeth: La edad de oro | Candidato |           |
| 2005 | Descubriendo nunca jamás  | Candidato |           |
| 1999 | Elizabeth                 | Candidato |           |
| 1997 | Hamlet                    | Candidato |           |